# Terpandros
Terpandros van Antissa (Oudgrieks: Τέρπανδρος; Latijn: Terpander) was een Grieks poëet en lierspeler die leefde in de eerste helft van de 7e eeuw voor Christus. Hij is de eerste musicus uit de Griekse oudheid waarvan het bestaan historisch aangetoond werd.

## Levensloop
Terpandros wortels lagen in Antissa op het eiland Lesbos. Rond de periode van de tweede Messenische oorlog vestigde hij zich in Sparta. Daar zou hij volgens sommige verslagen van het Orakel van Delphi de opdracht hebben gekregen om muziek te schrijven die de verschillen tussen de diverse klassen in de staat uit moest beelden. Hij won daar in 676 v. Chr. de hoofdprijs op de eerste muziekwedstrijd op het festival van Karneia, en  tussen 672 en 648 v. Chr. viermaal achtereen een prijs bij de Pythische Spelen.

## Verdiensten
Terpandros wordt beschreven als de grondlegger van zowel de antieke Griekse kunstmuziek als de antieke Griekse lyrische poëzie. Wat precies zijn vernieuwende bijdragen geweest zijn is in bronnen niet volledig meer te achterhalen. Volgens Strabo verhoogde hij het aantal snaren op de lyra van vier naar zeven; anderen duiden deze tekst van Strabo als zou hij in de door de lyra begeleide ode (nomos) een vernieuwing plegen, door naar een nieuwe indeling van vier naar zeven strofes te gaan. Waarschijnlijk bestond de zevensnarige lier al eerder. Van Terpandros wordt ook beweerd dat hij vernieuwingen in het ritme van de versvoet dactylus heeft aangebracht, en dat hij beroemd was als componist van drink- en feestliederen (skolions).
Er zijn geen complete teksten van Terpandros overgeleverd en slechts weinig regels van zijn hand zijn door latere Griekse schrijvers doorgegeven. Het is onzeker of Terpandros zelf werk in schrift noteerde. Wel is bekend dat hij naast eigen teksten ook teksten van Homeros zong, met begeleiding op de lyra. De liederen van Terpandros zouden nog tot in de 4e eeuw v. Chr. gezongen zijn.
- Bibliothèque nationale de France: cb14936559c (data)
- Gemeinsame Normdatei: 118801635
- International Standard Name Identifier: 0000 0003 8817 1279
- Library of Congress Control Number: n91128768
- Nationale Bibliotheek van Israël: 987007422111805171
- Nederlandse Thesaurus van Auteursnamen: 081084838
- Réseau des bibliothèques de Suisse occidentale: 02-A003892892
- LIBRIS: 96410
- Système universitaire de documentation: 155828452
- Virtual International Authority File: 281232934